# Froya

Reino Visigodo

Froya o Froja o Froia  fue un rebelde visigodo de origen nobiliario, que tomó el título real probablemente en 652.

## Biografía
Froya era tal vez uno de los jefes de la oposición a la designación de Recesvinto como sucesor (649). Viendo sus deseos contrariados, huyó a Aquitania y consiguió hacerse con el liderazgo de los Refugae, y obtener el apoyo de los vascones de Aquitania, y probablemente a través de ellos, de los que habitaban al Sur de los Pirineos (¿650? ¿651? ¿652?). Cuando los vascones descendieron por el Valle del Ebro, como solían hacer, Froya reunió a los suyos y a contingentes vascones de Aquitania, y se presentó ante Zaragoza (probablemente el verano del 652). Chindasvinto sería ya muy anciano (unos ochenta y ocho años en el mejor de los casos; incluso podría haber muerto) y se pondría a prueba la eficacia de Recesvinto. La Tarraconense fue devastada con mayor virulencia que en ocasiones anteriores. Los exilados debieron poner todos sus efectivos en juego, y la ayuda de los vascones se consideraba muy importante pues su salvajismo y su habilidad en la lucha guerrillera distraían muchas fuerzas visigodas. Los vascones se llevaron miles de prisioneros y un cuantioso botín, dejando la región sembrada de cadáveres, no respetándose a los clérigos, iglesias o altares. Las fuerzas de Froya sitiaron Zaragoza.
Cuando llegaron las fuerzas de Recesvinto, que al parecer ya era rey (suponiendo a su padre enterrado en octubre del 652, las fuerzas de Recesvinto llegarían a Zaragoza hacia noviembre), el grueso de los grupos vascones habrían regresado a sus montañas, y los exilados se dispusieron a hacer frente al ejército real con la presencia únicamente del contingente vascón de Aquitania. El hecho de que, a pesar de no haber tomado Zaragoza (aunque seguramente dominaban otras plazas) no hubieran regresado a Aquitania o Francia al final del buen tiempo, indicaría que la lucha se planteaba en términos decisivos. Era el último intento, el más fuerte. En caso de derrota el poder real se reforzaría mientras que los exilados quedarían debilitados irreversiblemente.
La batalla decisiva parece haberse librado en diciembre, y Recesvinto obtuvo una victoria completa. Cientos de partidarios de Froya, que debía ostentar el título real, murieron en la lucha, y el mismo jefe rebelde parece ser que fue capturado y ejecutado con rapidez.
- Datos: Q3753553